# Barcarolle d'amour
Pour plus de détails, voir Fiche technique et Distribution.
Barcarolle d'amour (Brand in der Oper) est un film franco-allemand réalisé par Carl Froelich et Henry Roussell, sorti en 1930.

## Synopsis
Une jeune chanteuse d’Opéra découvre qui l’aime vraiment, lorsque le théâtre prend feu le soir de la première de la représentation.

## Fiche technique
- Titre : Barcarolle d'amour
- Titre original : Brand in der Oper
- Réalisation : Carl Froelich et Henry Roussell
- Scénario : Roger Ferdinand et Walter Reisch
- Dialogues : Roger Ferdinand
- Photographie : Reimar Kuntze et Fritz Arno Wagner
- Son : Erich Lange, Joseph Massolle et Carlo Paganini
- Musique : Hanson Milde-Meissner
- Pays de production :  France -  République de Weimar
- Production : Carl Froelich - Film GmbH
- Genre : comédie
- Durée : 89 minutes
- Date de sortie : 
  - France : 17 octobre 1930

## Distribution
- Charles Boyer : André Le Kerdec
- Simone Cerdan : Fanny
- Jeanne Marie-Laurent : Mme Le Kerdec
- Annabella	: Gisèle
- Jim Gérald : le directeur du théâtre
- Maurice Lagrenée : Pierre Faber
- Raymond Narlay : le chef d'orchestre